# ベトナムの旗一覧
ベトナムの旗の一覧を示す。

## 国旗

第二代金星紅旗（1976年 - 現行）：ベトナム社会主義共和国（統一ベトナム）が使用
第二代金星紅旗（1955年 - 1976年）：ベトナム民主共和国（北ベトナム）が使用
初代金星紅旗（1945年 - 1955年）：ベトナム民主共和国が使用

## 軍事用旗

ベトナム人民軍（ベトナム人民陸軍）が使用する軍旗（1955年 - ）
ベトナム人民軍（ベトナム人民陸軍）軍旗の裏面（1955年 - ）
ベトナム人民海軍の軍旗（1955年 - ）
ベトナム人民海軍の軍艦旗（2014年 - ）
ベトナム人民空軍の軍旗（1959年 - ）
ベトナム国境警備隊（ベトナム語版）の隊旗（1958年 - ）
ベトナム人民軍情報通信隊（ベトナム語版）の軍旗（1958年 - ）
ベトナム自衛民兵（ベトナム語版）の軍旗（2022年 - ）
ベトナム自衛民兵の船旗（英語版）（2022年 - ）
ディエンビエンフーの戦いでベトナム人民軍が使用した「決戦決勝旗」（Lá cờ Quyết chiến Quyết thắng：1953年 - 1954年）

## 行政機関の旗

ベトナム人民警察（ベトナム語版）の旗（1955年 - ）
ベトナム海上警察の旗（2008年 - ）
ベトナム海上警察の船旗（英語版）（2008年 - ）
ベトナム漁業資源監視局の旗（2014年 - ）
ベトナム漁業資源監視局の船旗（2014年 - ）

## 政党組織・その他公共団体の旗
- ベトナム国内

ベトナム共産党の党旗（1930年 -）
ホーチミン共産青年同盟の旗（1951年 - ）
ベトミンの旗（1941年 - 1955年）
ベトナム民主党（英語版）の党旗（1944年 - 1988年）
ボーイスカウトベトナム連盟（英語版）の旗（1930年 - 北：1954年・南：1975年、2019年 -）
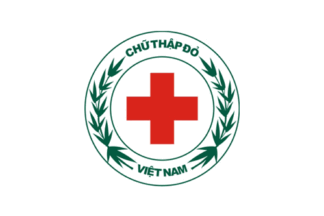
ベトナム赤十字会の旗（1946年 -）
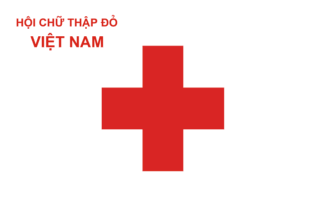
簡略化されたベトナム赤十字会の旗（1946年 -）
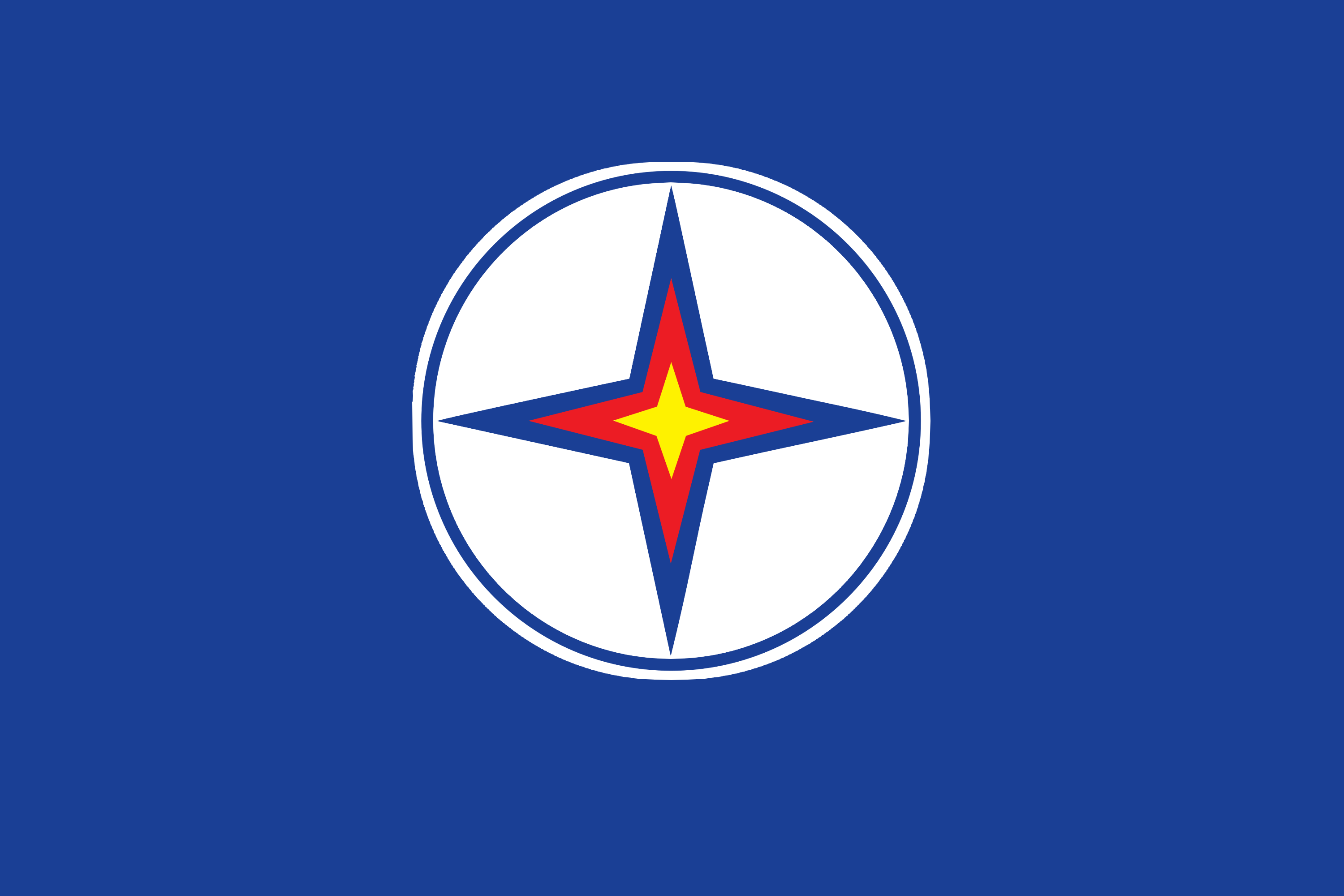
ベトナム電力（英語版）（EVN）の社旗（1994年 -）
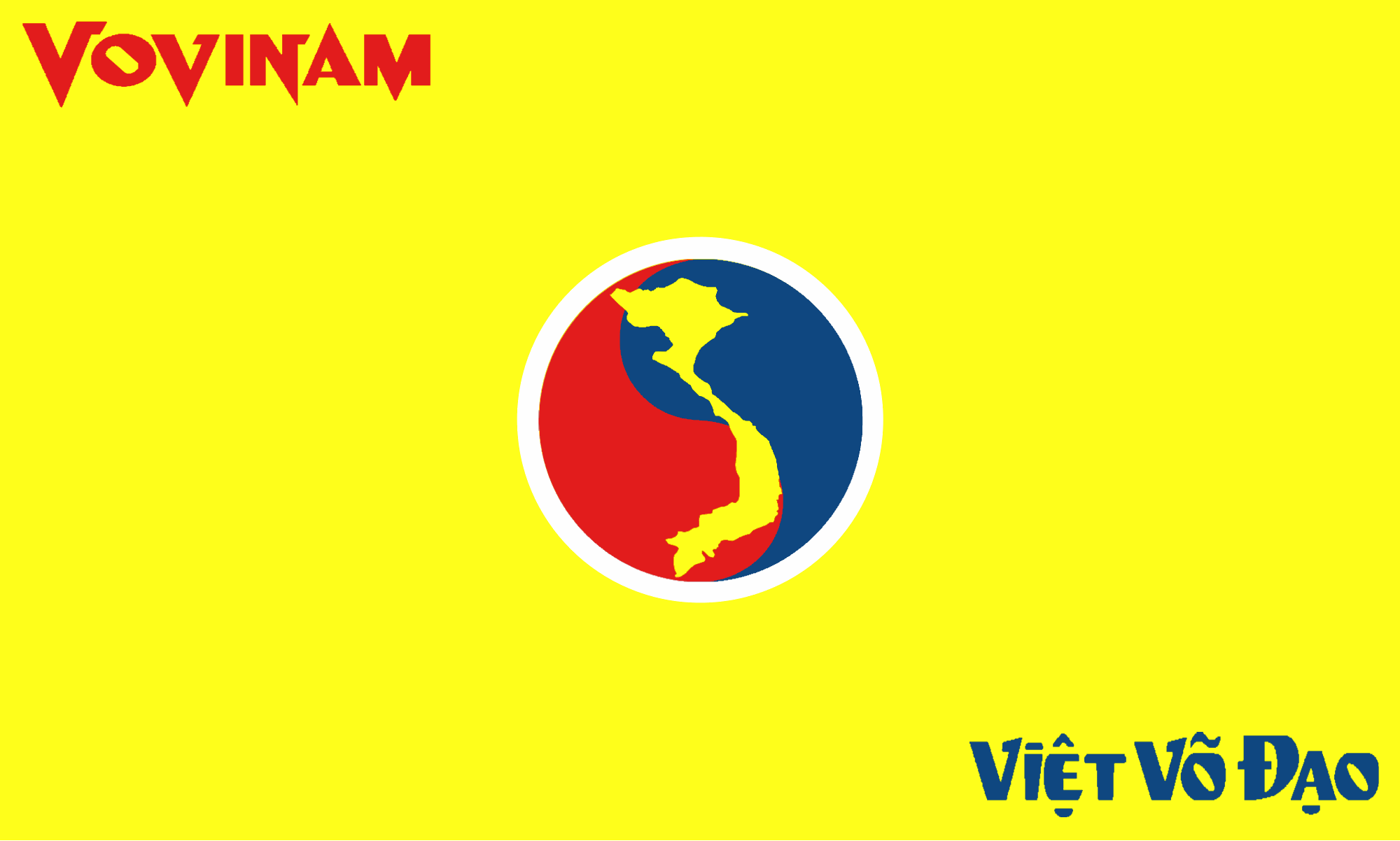
ボビナムの団体が公式で使う旗（1990年代 -）

- サイゴン陥落以降のベトナム国外

※ 現在の活動実態が不明な組織も含む。

自由・遺産旗（1975年 -）：臨時ベトナム国家政府等の反共系ベトナム民主化運動（英語版）関係者が使用
ベトナム国民党及び大越国民党（ベトナム語版）の党旗（1975年 -）
新大越党（ベトナム語版）の党旗（1975年 -）
カンプチア・クロム・クメール人連合会（英語版）の旗（1985年 -）
ベトナム民族党（ベトナム語版）の党旗（2003年 - ）
21世紀民主党（ベトナム語版）の党旗（2006年 - ）
ボーイスカウトベトナム連盟の旗（1975年 - 2019年？：HP消滅）
大越革命党（ベトナム語版）の党旗（1975年 - ?：HP消滅）
ベトナム人民行動党（英語版）の党旗（1991年 - ?：HP消滅）

## 歴史的な旗

### ジュネーヴ協定締結以前

#### 歴代王朝の旗

西山朝の朝廷旗（1778年 - 1802年）
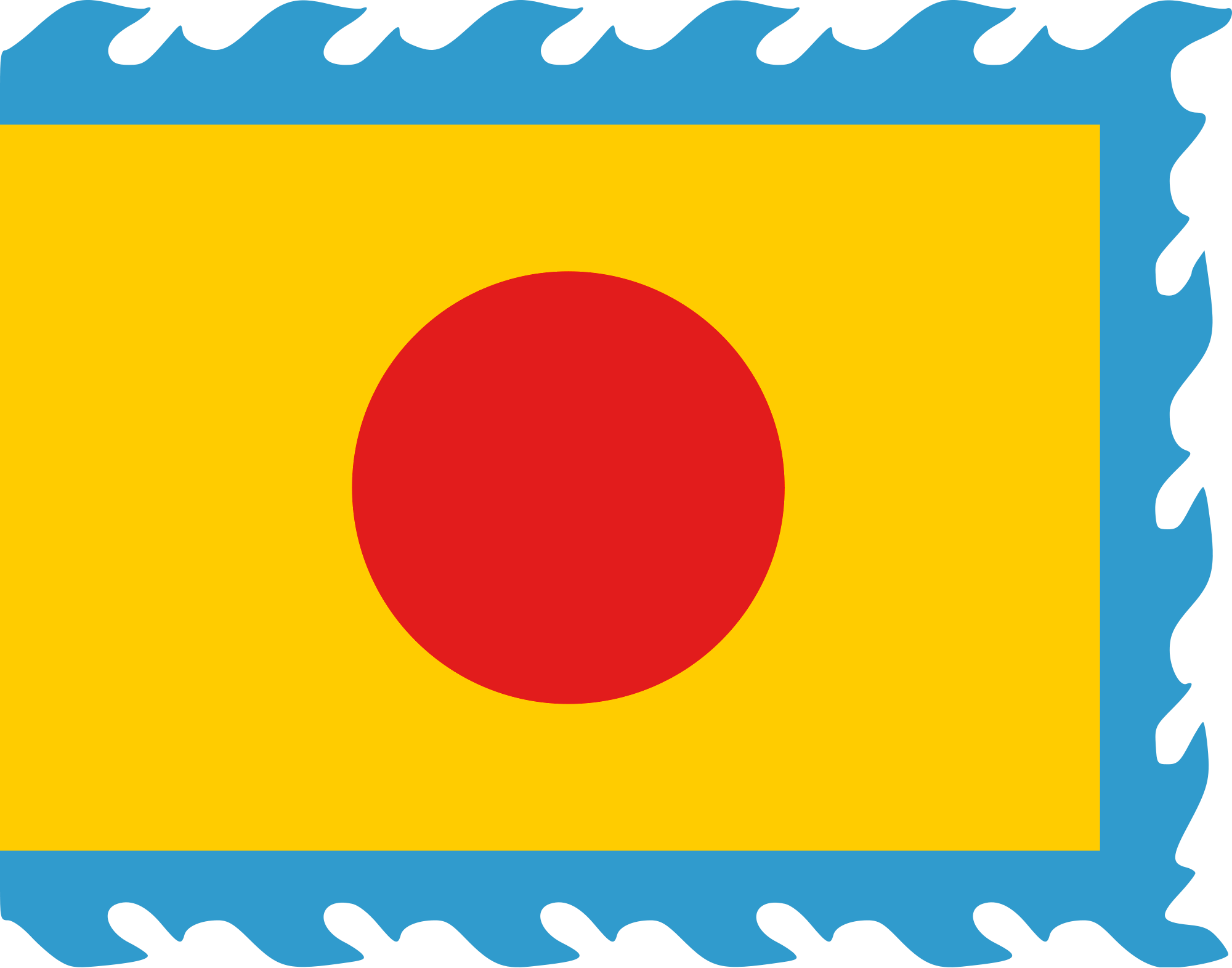
阮朝の朝廷旗（1802年 - 1885年）
フランス保護下にある安南の旗（1885年 - 1890年）：阮朝の朝廷旗。「大南」の2字をモチーフにしている。
安南保護国旗（1890年 - 1920年）：阮朝の朝廷旗
龍星旗（Long tinh kỳ, 1920年 - 1945年4月17日）：阮朝（安南保護国とベトナム帝国）の朝廷旗
阮朝の朝廷旗（1945年4月17日 - 同年5月8日）
ベトナム帝国の国旗（1945年5月8日 - 同年8月30日）
ベトナム帝国の国旗（1945年5月8日 - 同年8月30日）
明命帝の皇帝旗（1821年 - 1841年）
啓定帝・保大帝の皇帝旗（1922年 - 1945年）
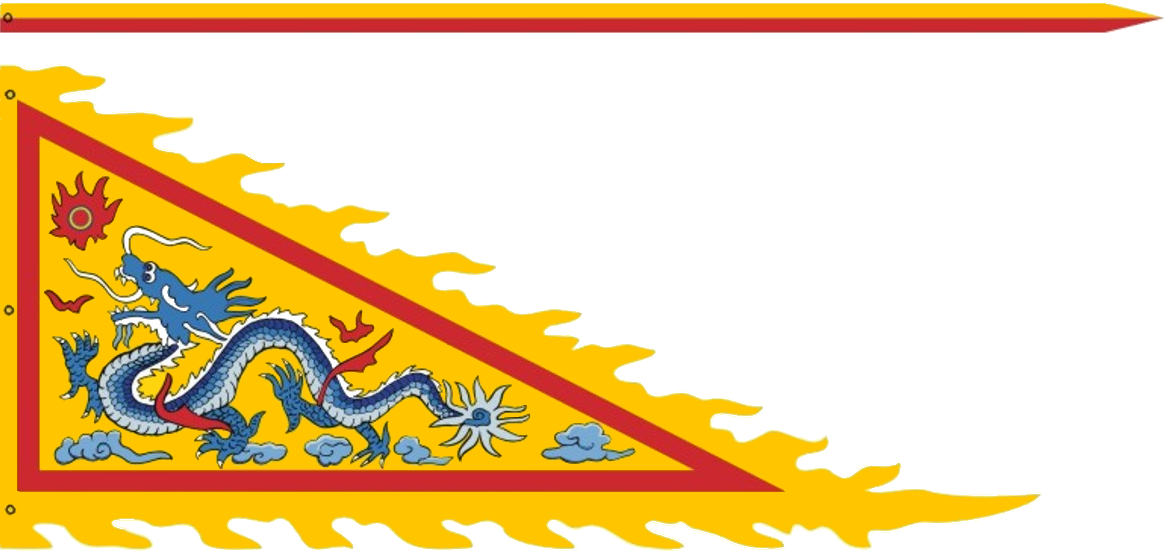
阮朝の槍旗（1802年 - 1945年）
阮朝の槍旗（1802年 - 1945年）

#### 阮朝の地方行政単位で用いられた旗
- 北圻之省

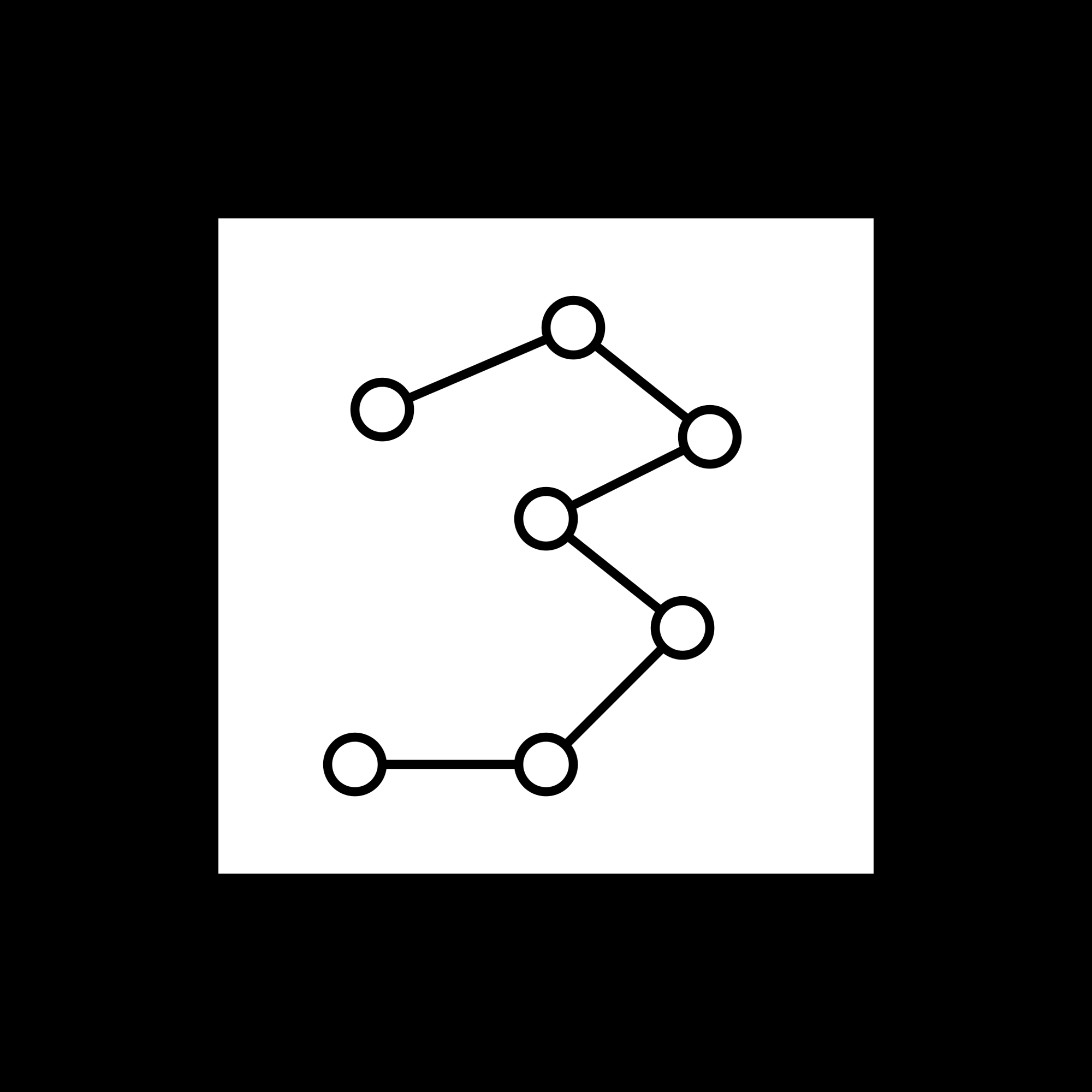
河內省 ([[]]：Hà Nội tỉnh)
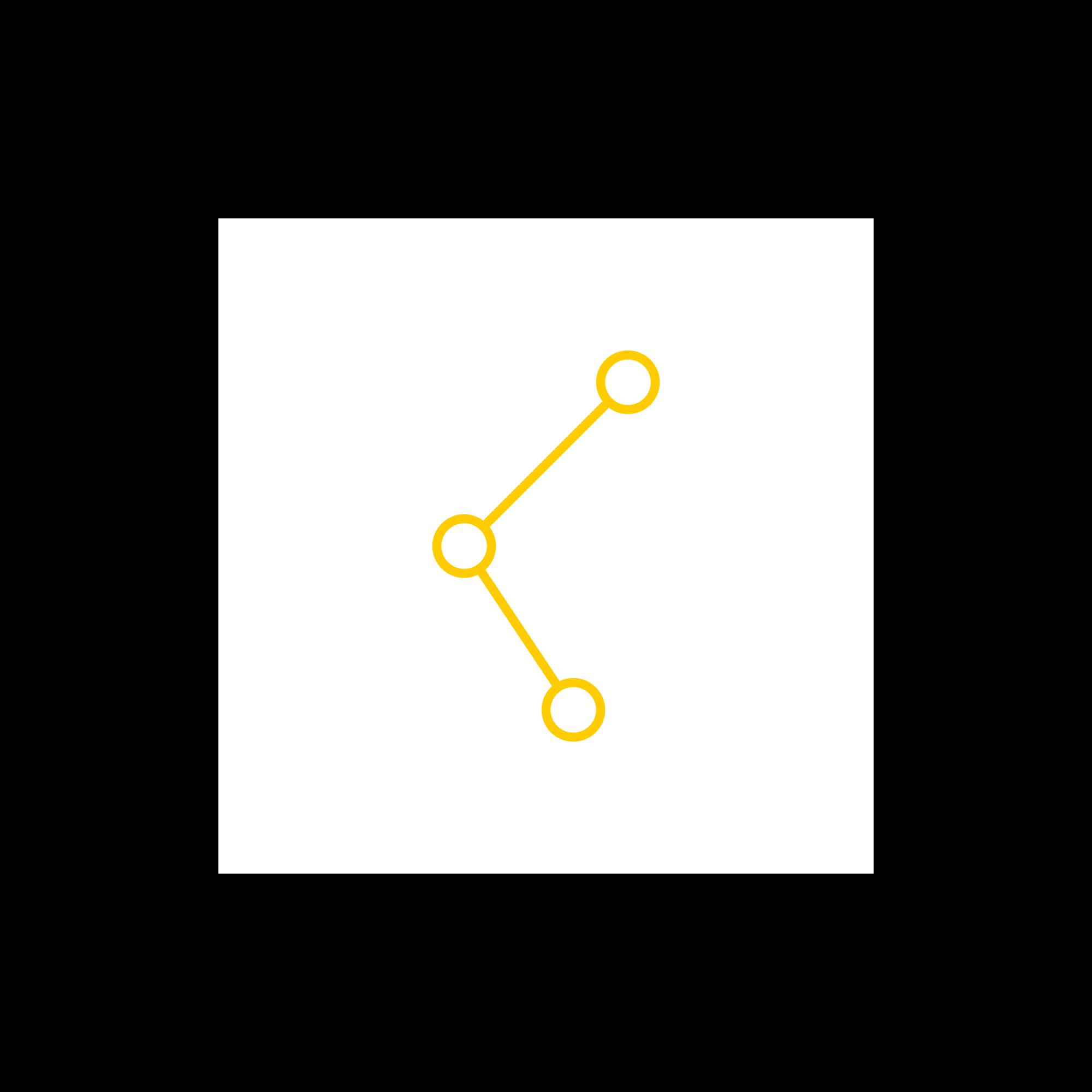
山西省 (Sơn Tây tỉnh)
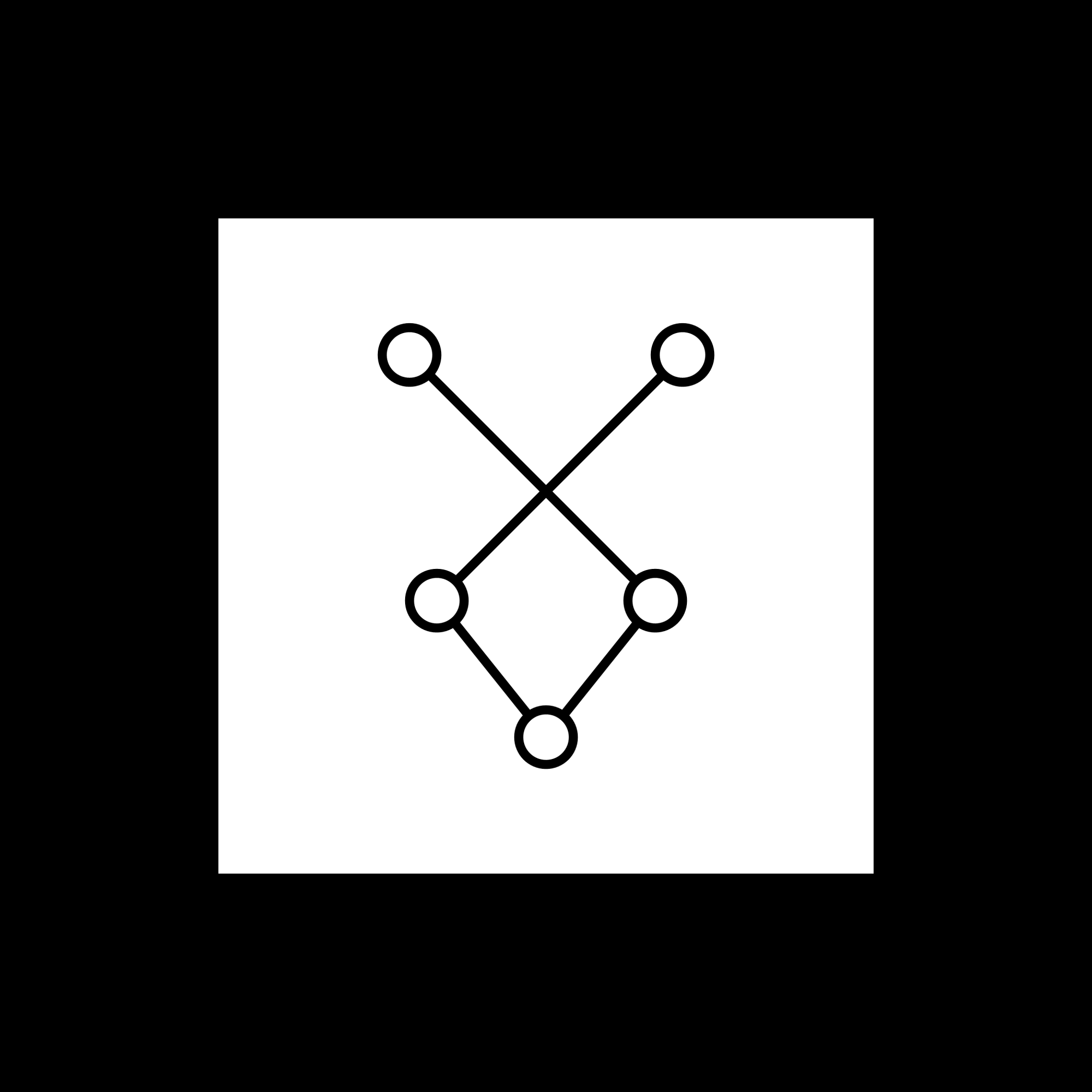
北寧省 (Bắc Ninh tỉnh)
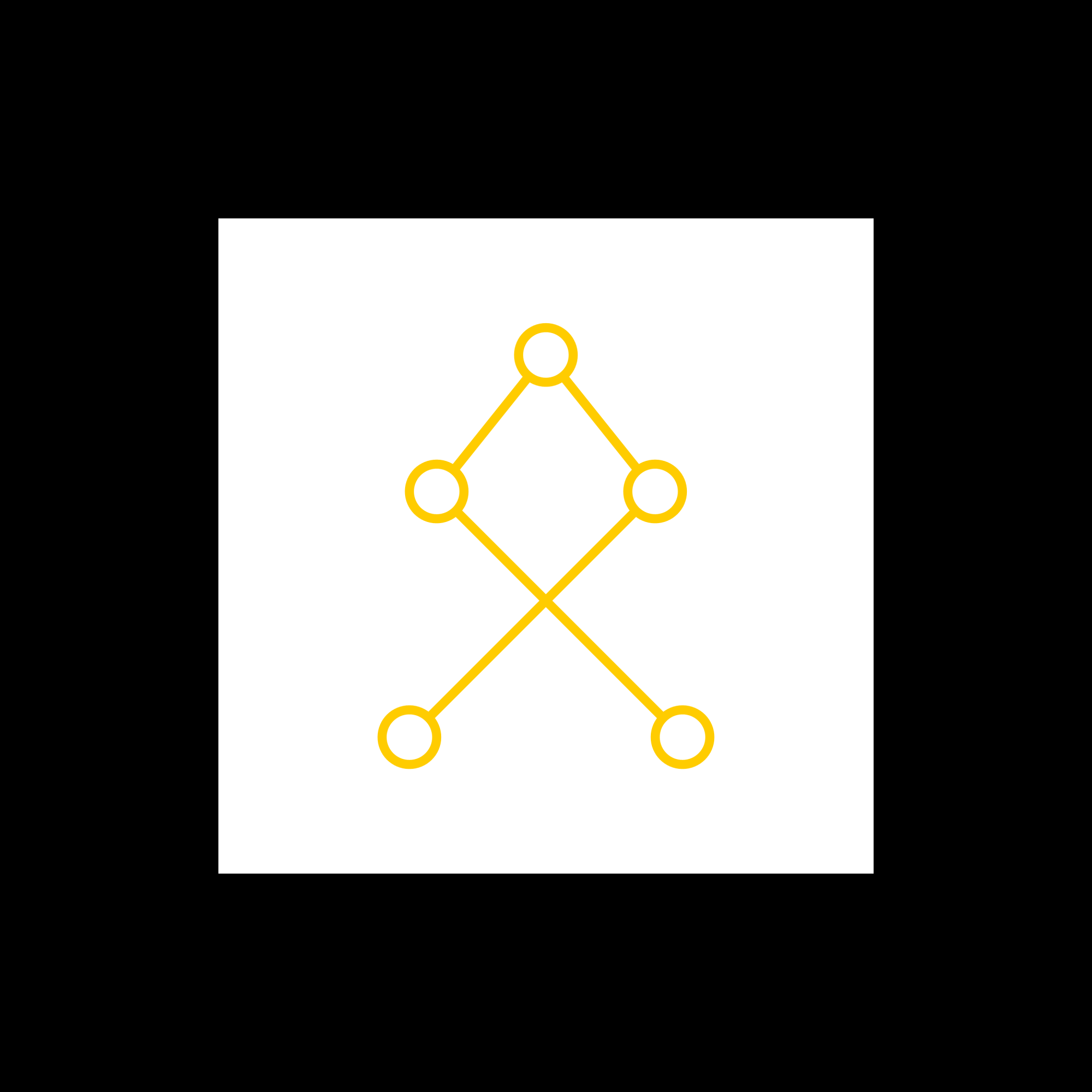
諒山省 (Lạng Sơn tỉnh)
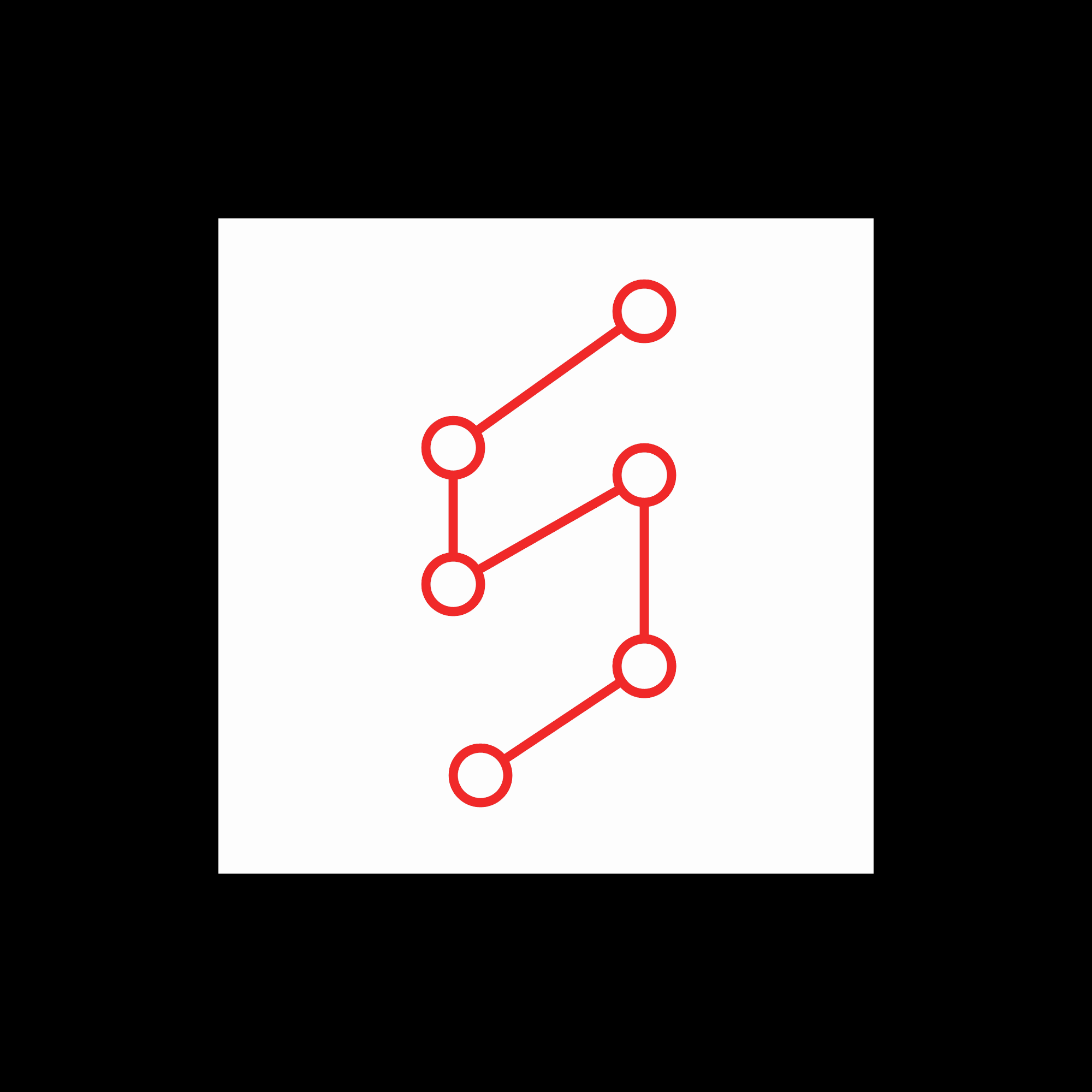
南定省 (Nam Định tỉnh)
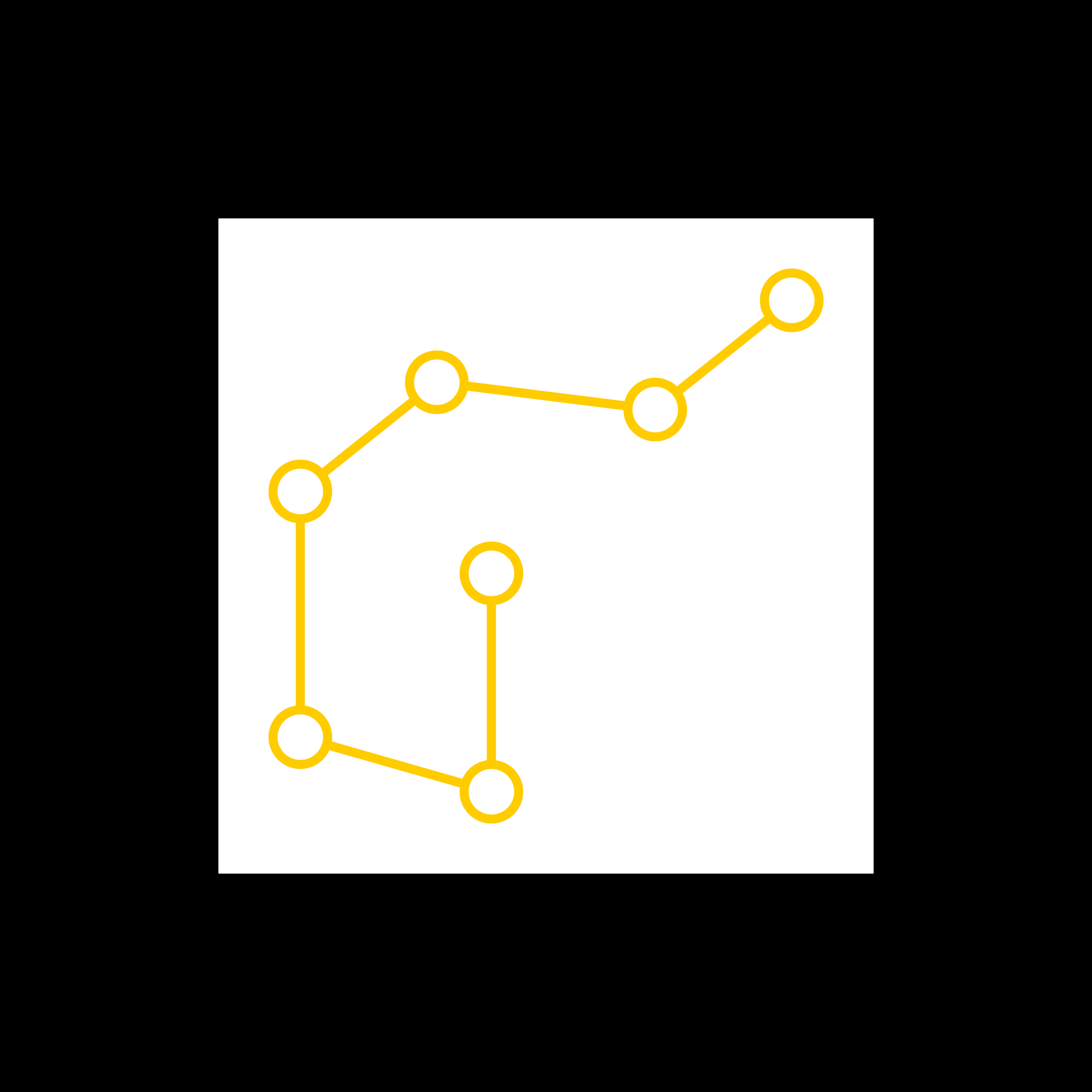
海陽省 (Hải Dương tỉnh)

- 右圻之省

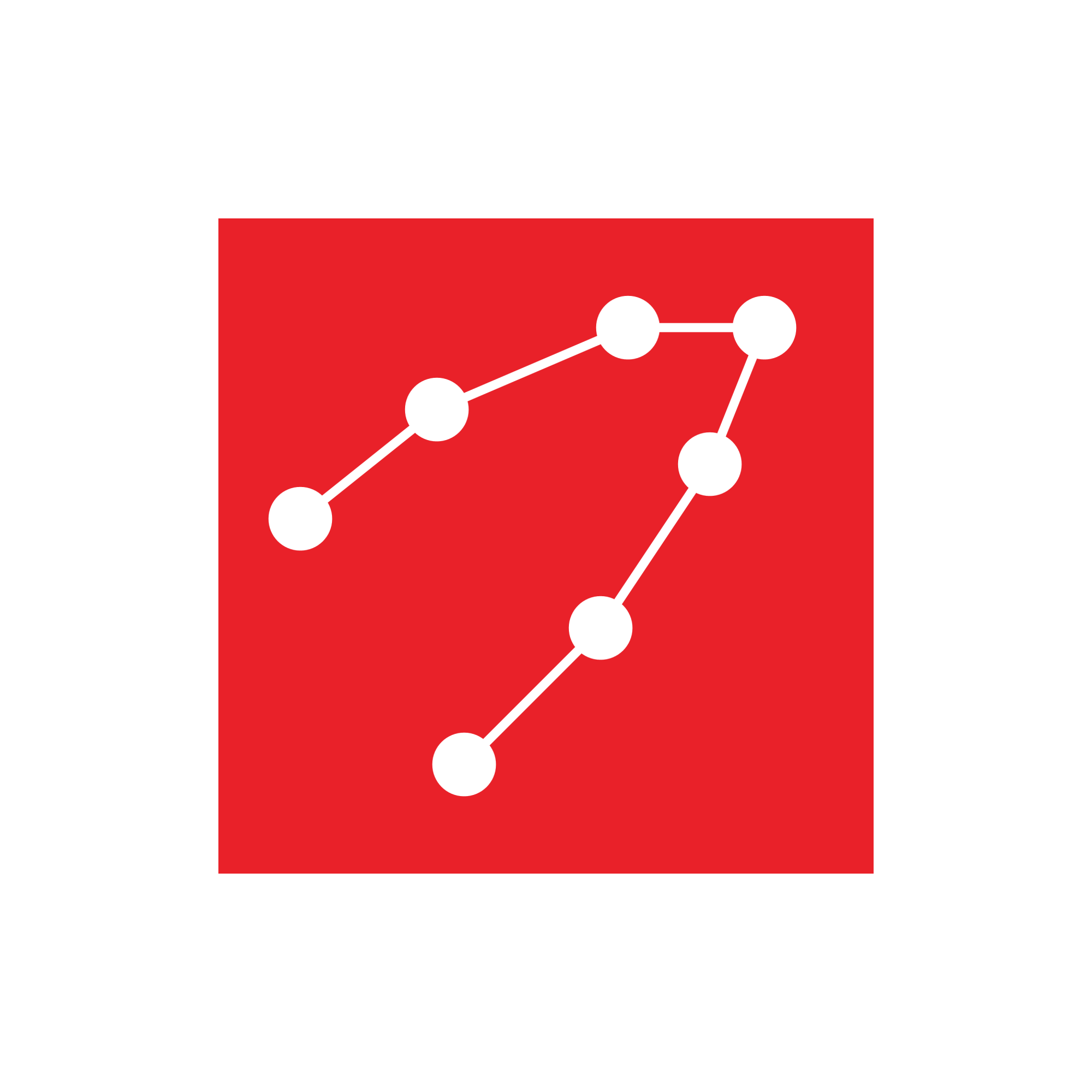
清化省 (Thanh Hóa tỉnh)
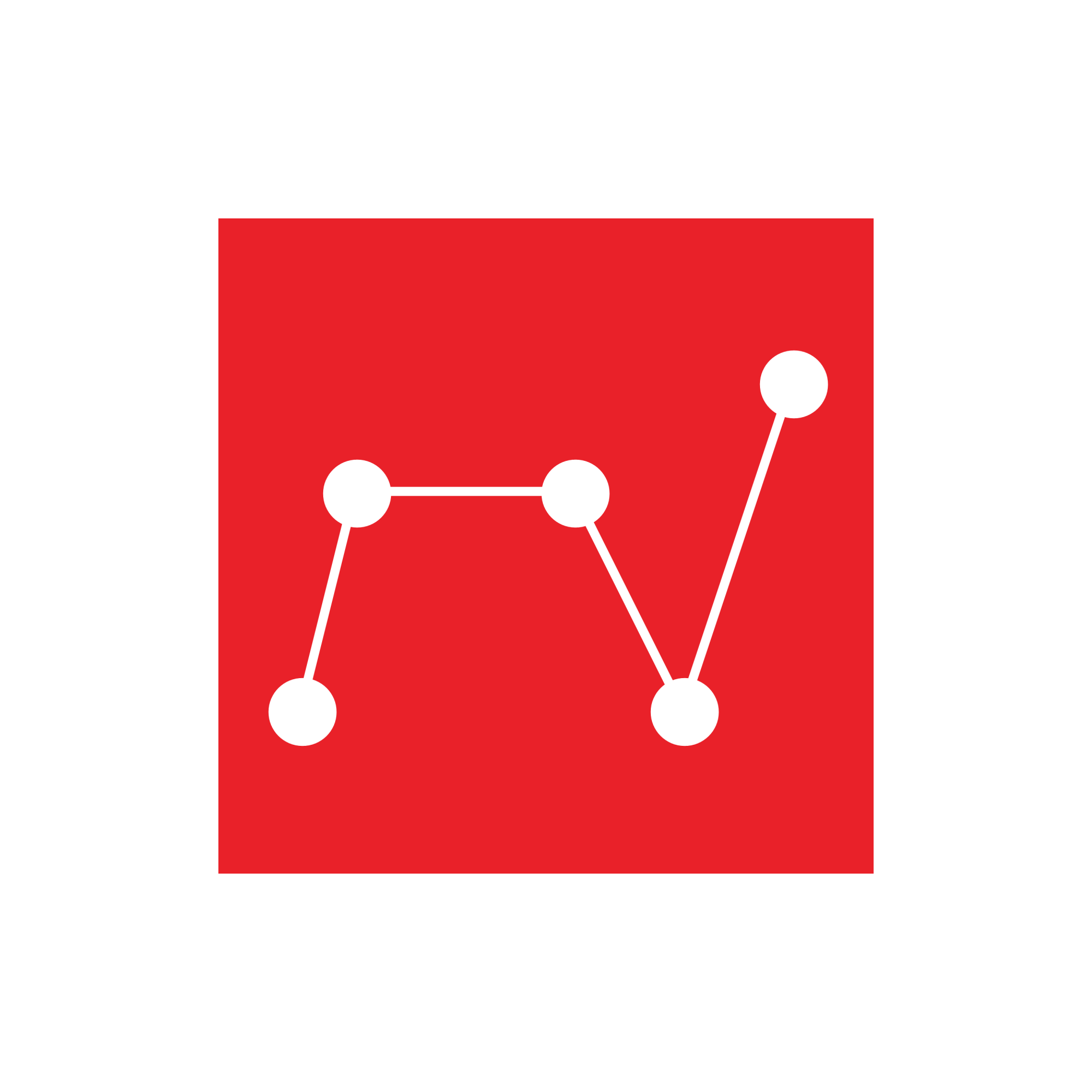
乂安省 (Nghệ An tỉnh)
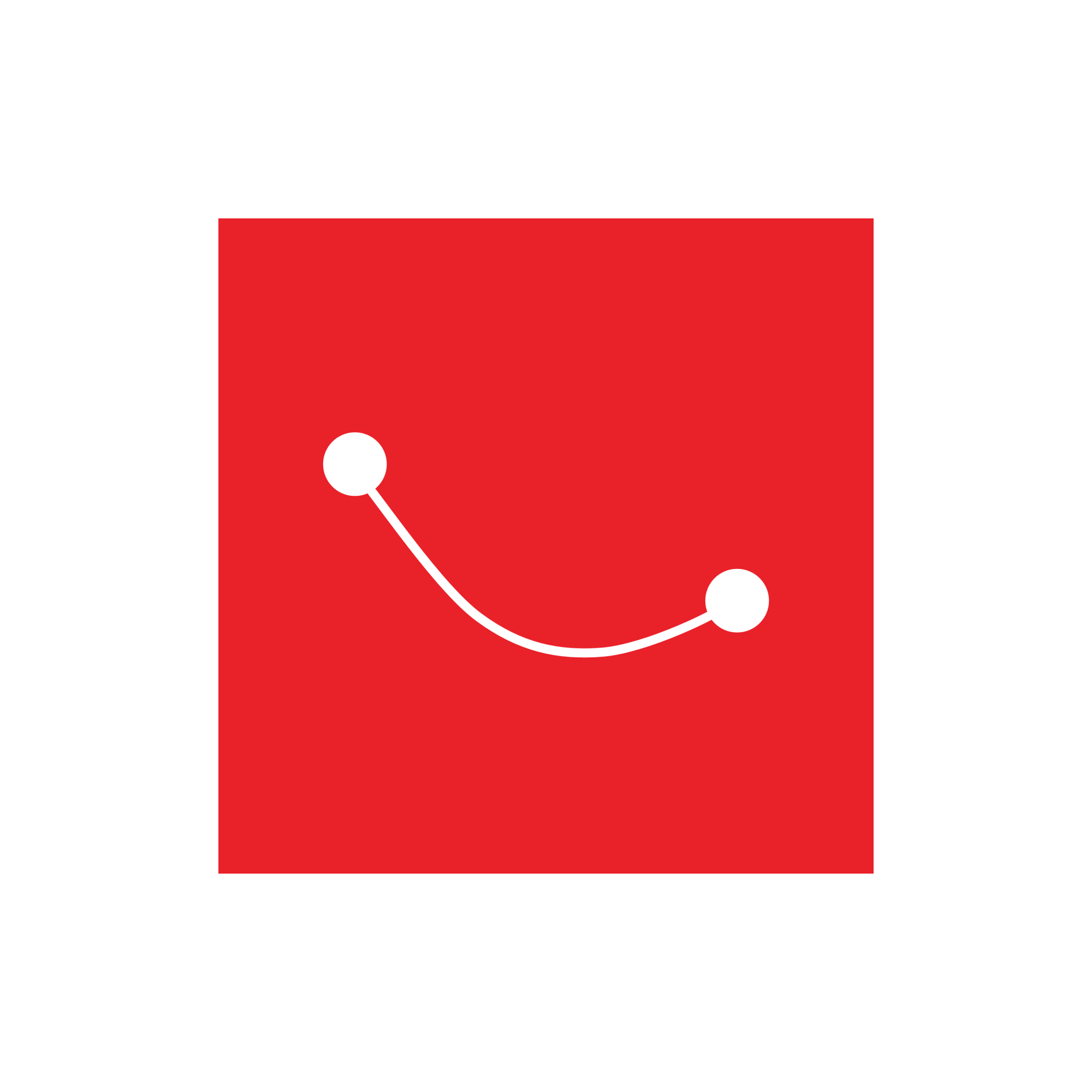
河靜省 (Hà Tĩnh tỉnh)

- 直圻之省

承天府 (Thừa Thiên phủ)
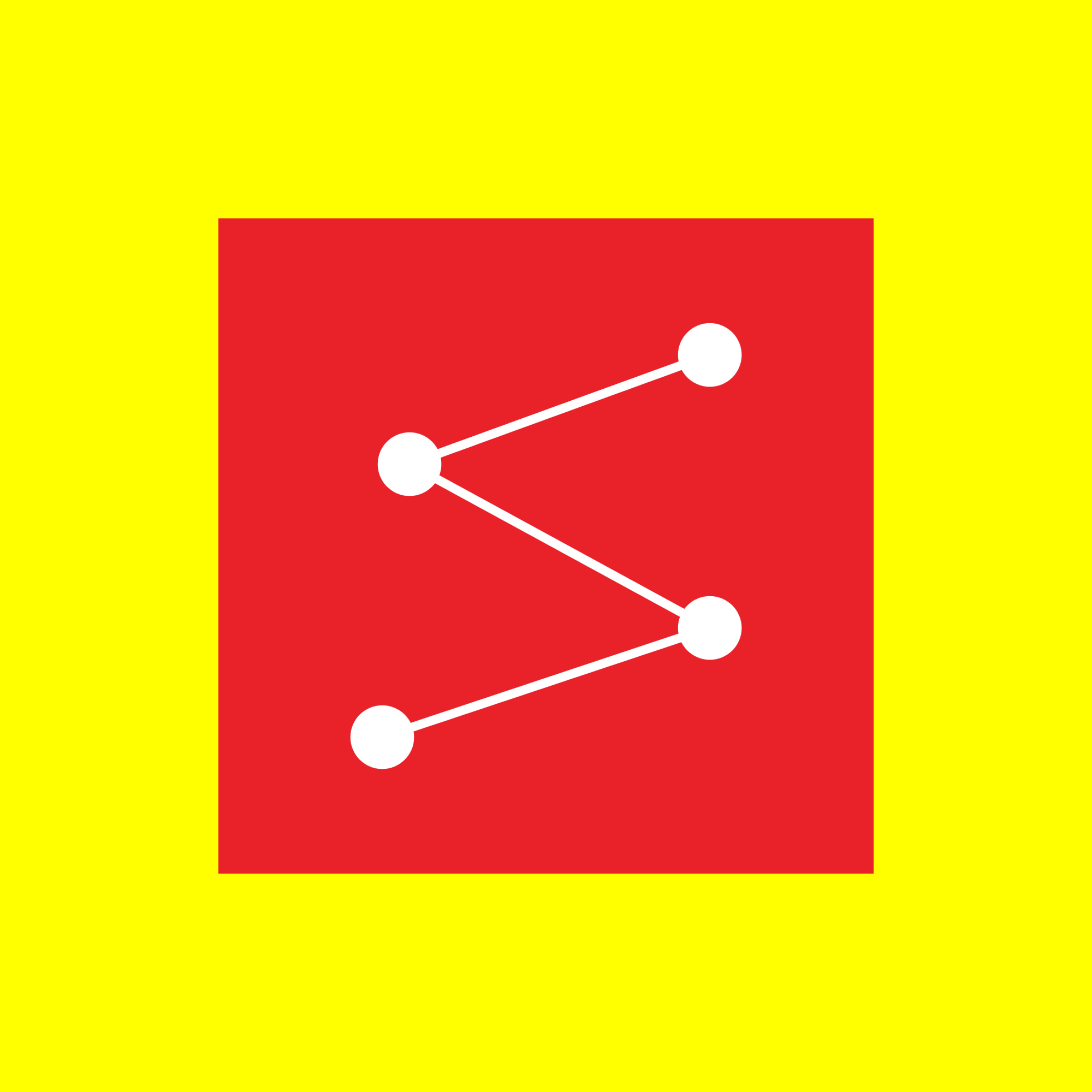
廣平省 (Quảng Bình tỉnh)
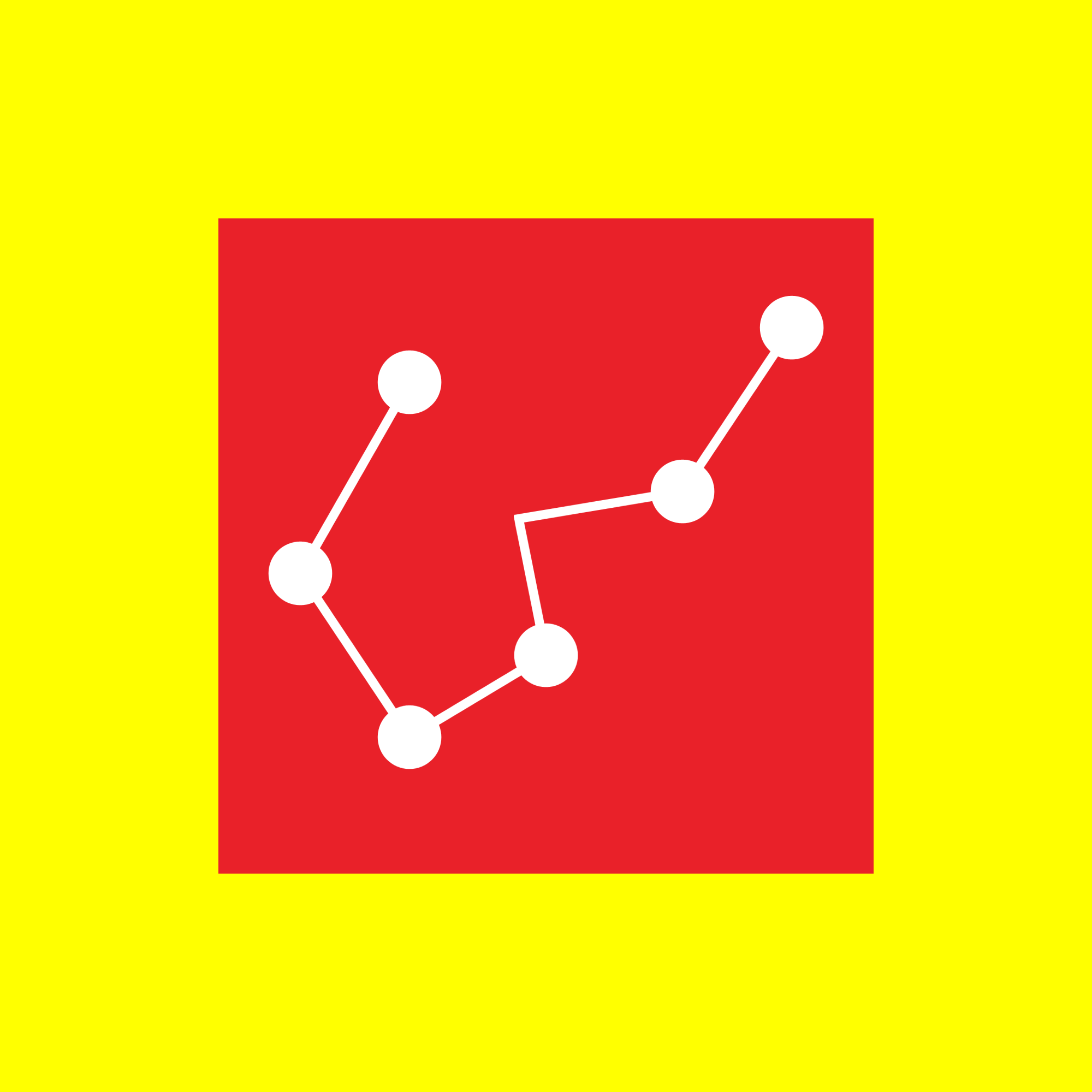
廣治省 (Quảng Trị tỉnh)
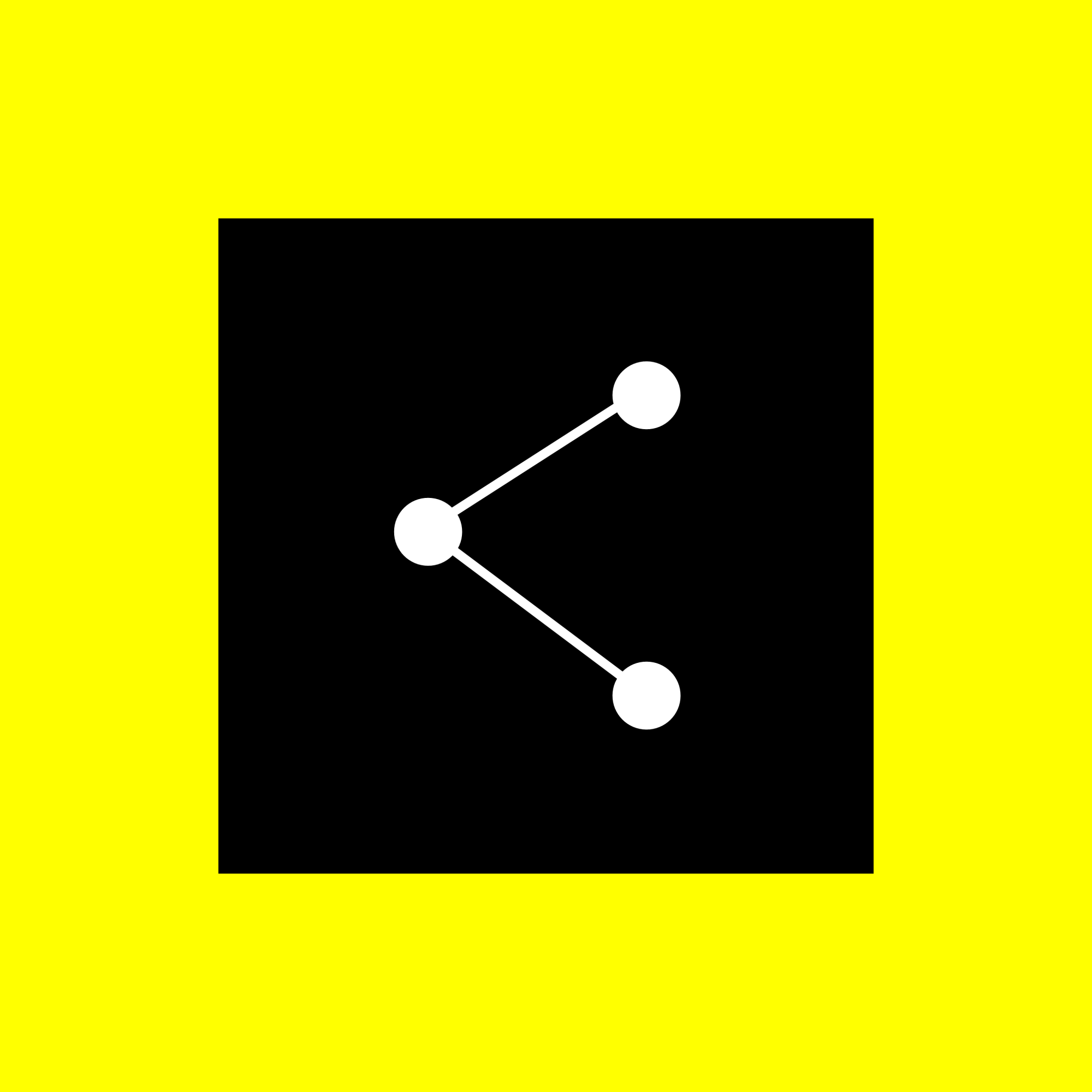
廣南省 (Quảng Nam tỉnh)
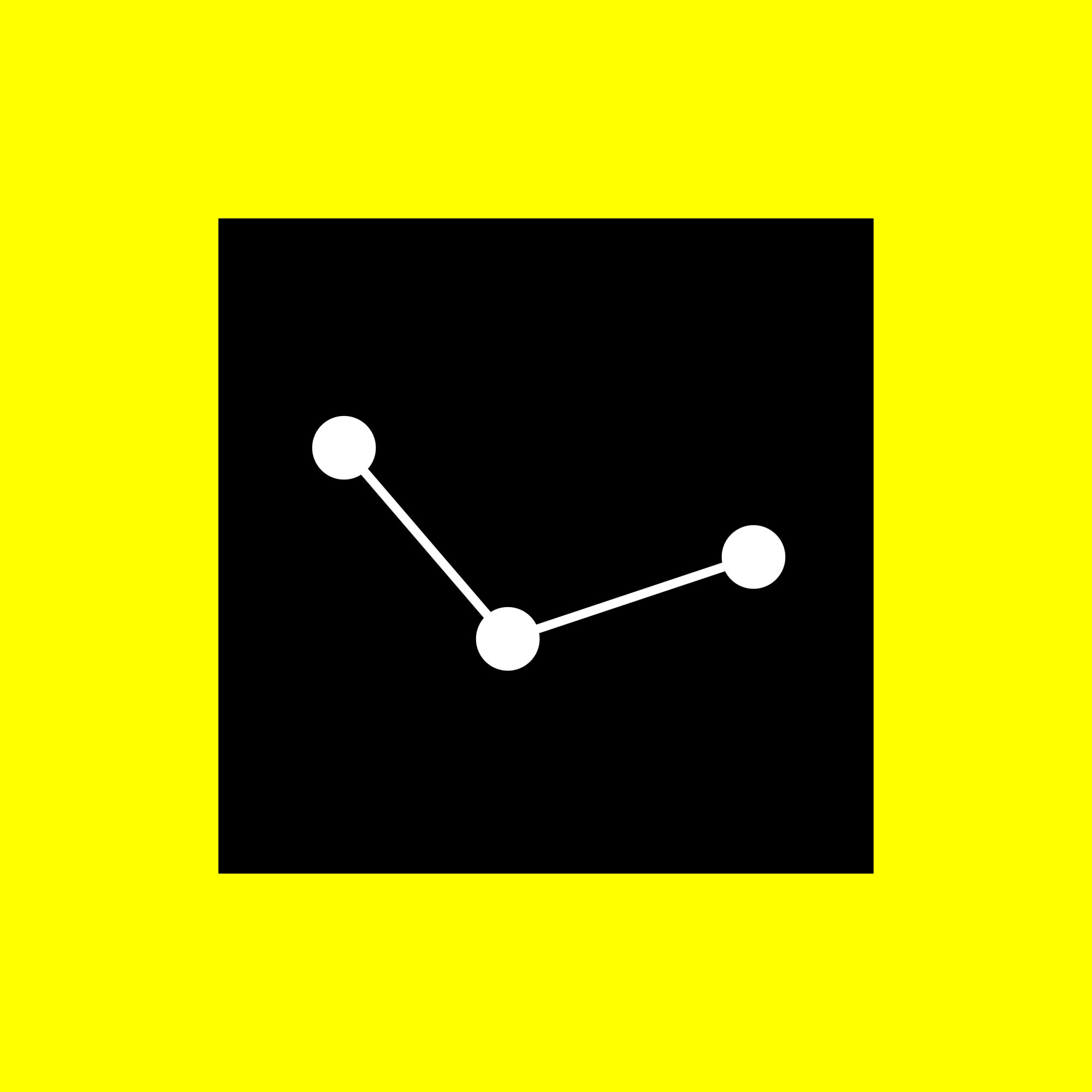
廣義省 (Quảng Ngãi tỉnh)

- 左圻之省

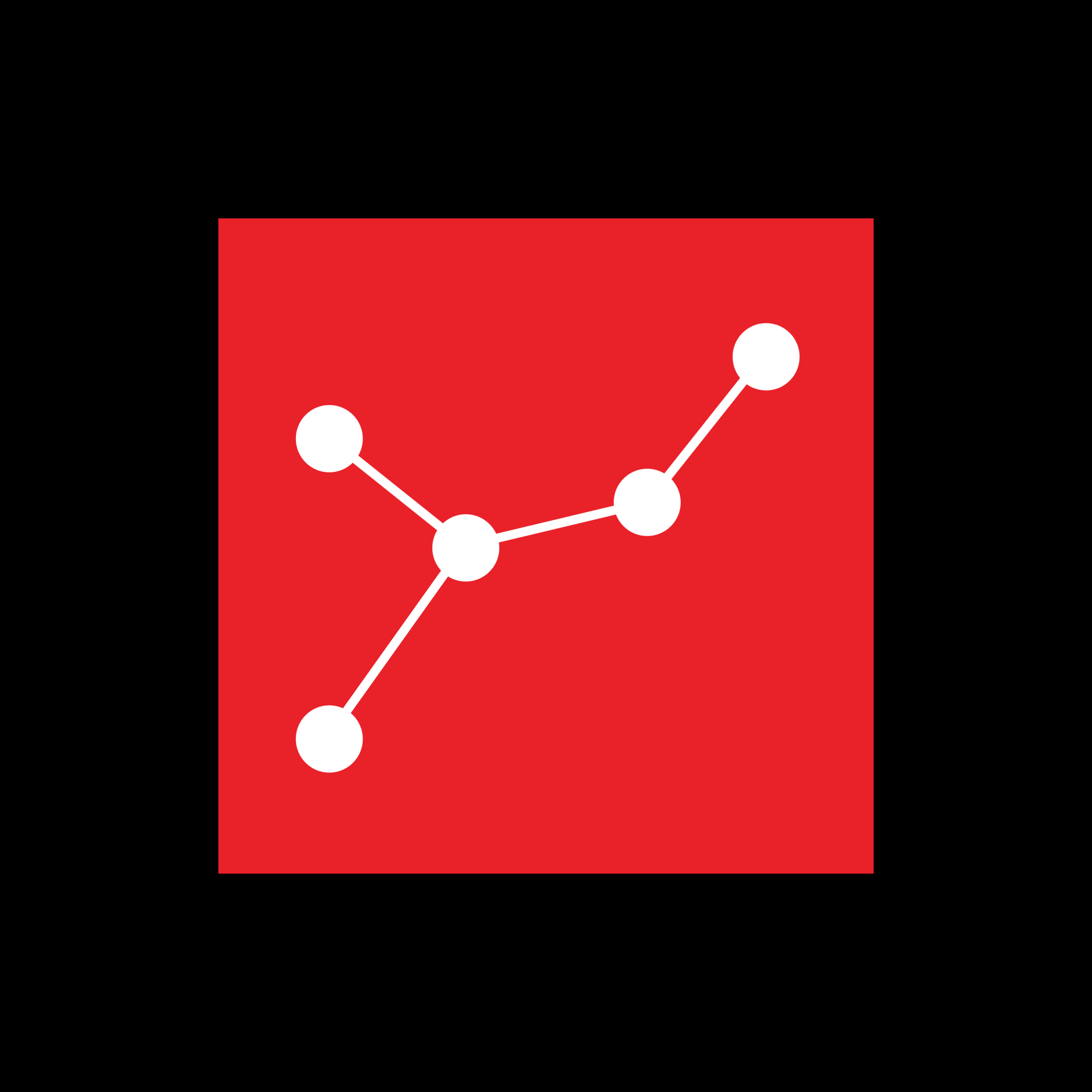
平定省 (Bình Định tỉnh)
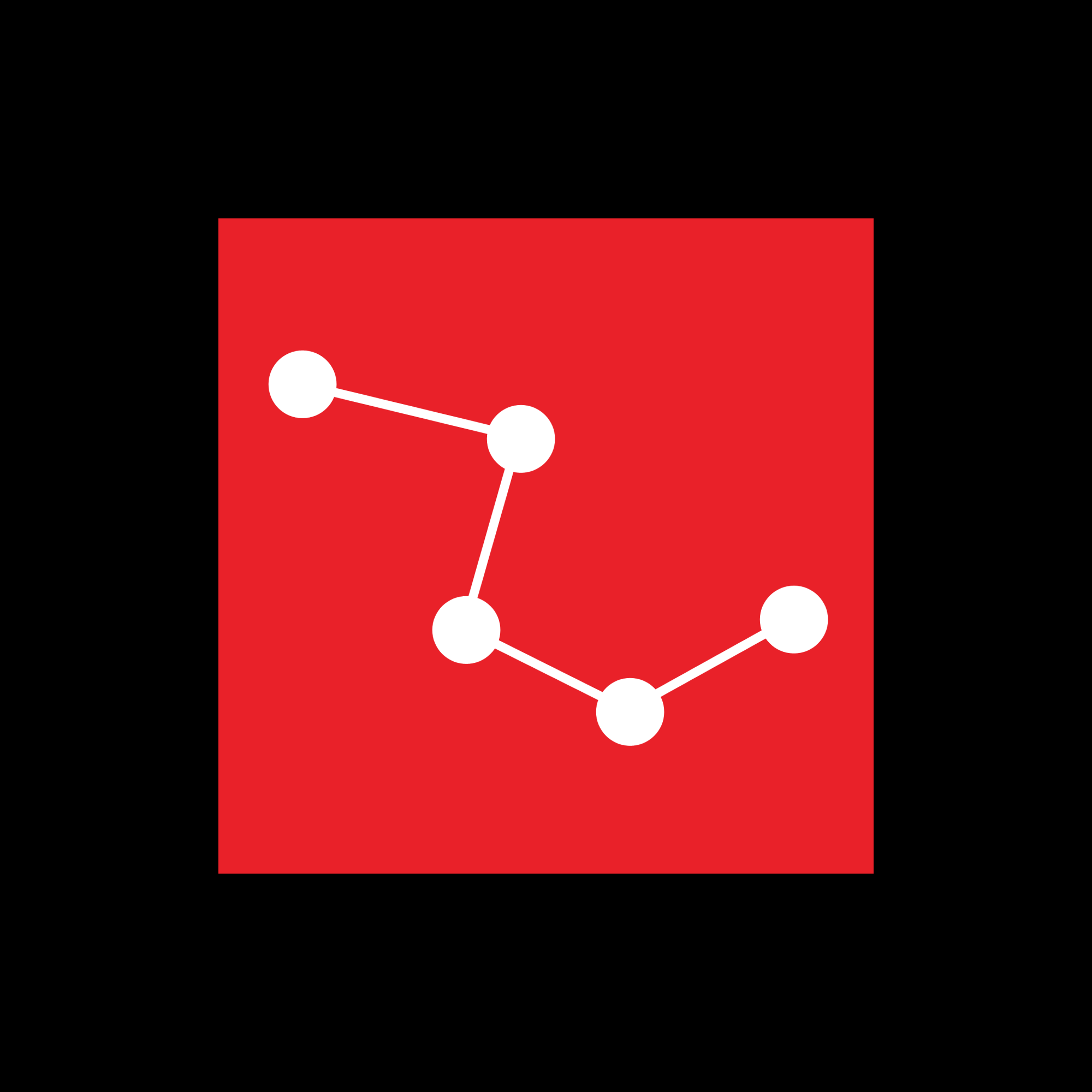
富安省 (Phú Yên tỉnh)
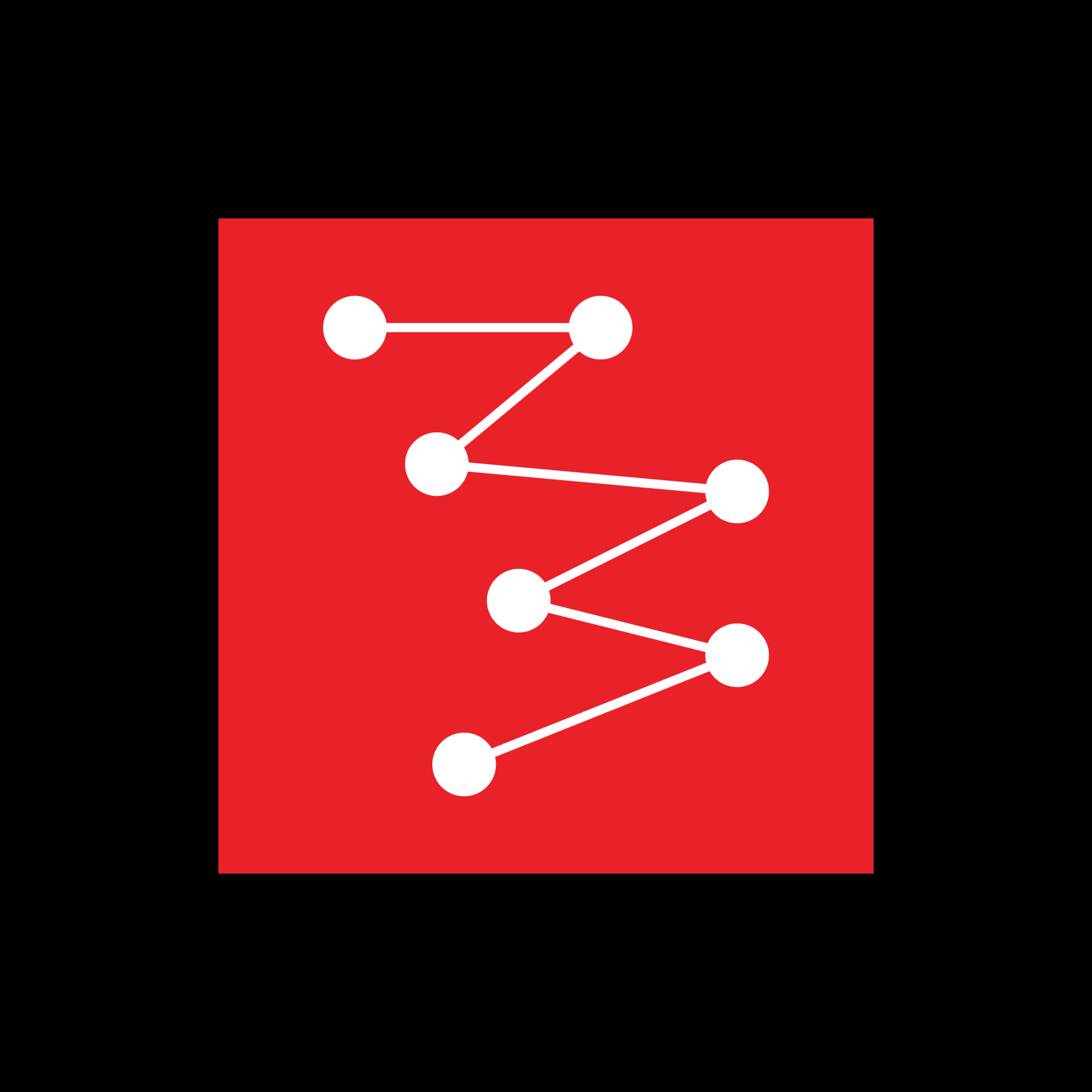
慶和省 (Khánh Hòa tỉnh)
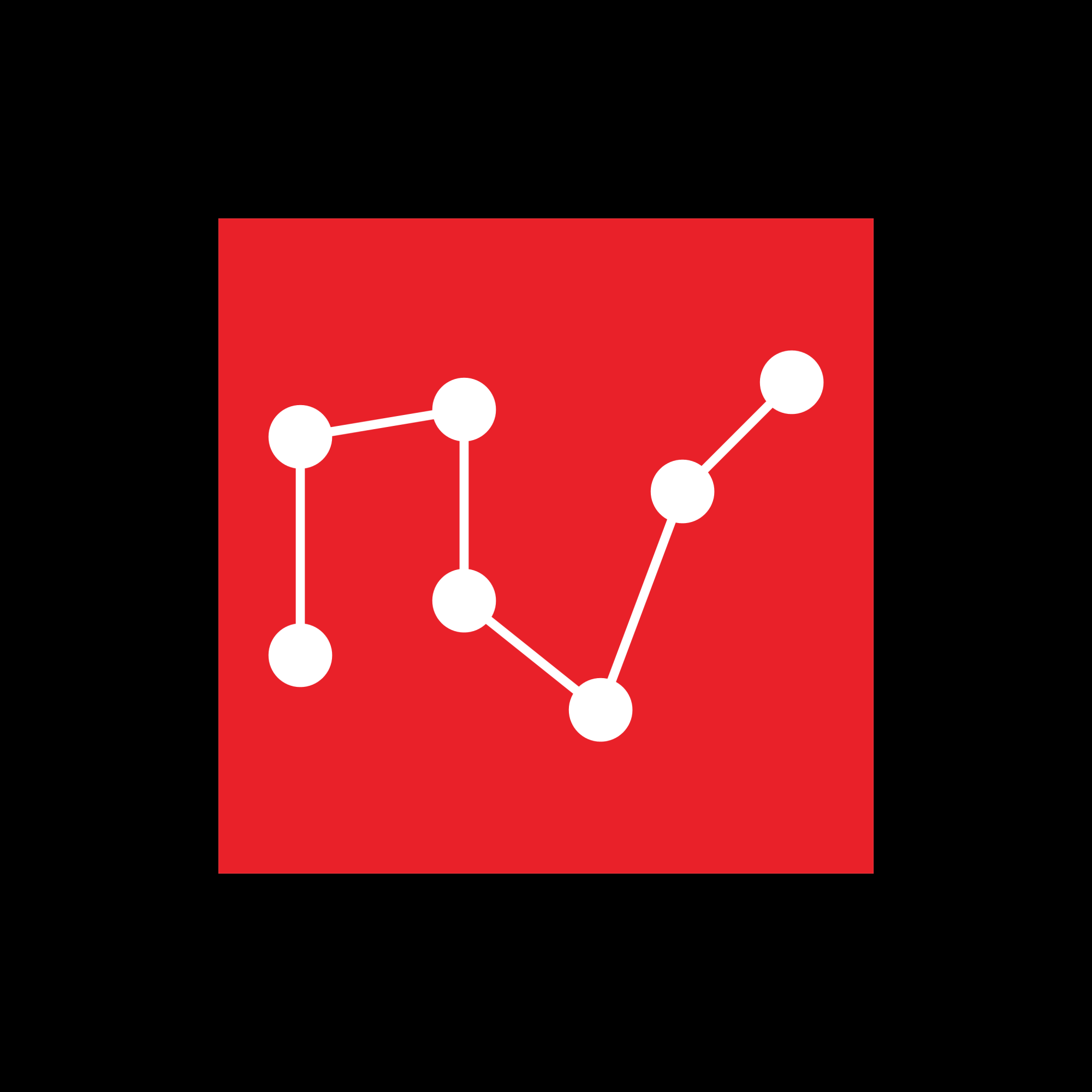
平順省 (Bình Thuận tỉnh)

#### その他勢力の旗
- 外来勢力

コンダオ諸島（イギリス東インド会社）の旗：（1702年 - 1705年）
フランス植民地帝国の旗（フランスの国旗：1887年 - 1923年）
フランス設置の県知事（フランス植民地政府）が用いた旗（1867年 - 1945年）
国家憲兵隊の旗（1867年 - 1945年）
フランス領インドシナの旗（1923年 - 1945年、1945年 - 1954年）
フランス領インドシナの商船旗・海軍旗（1923年 - 1945年、1945年 - 1949年）
ティライユール・インドシノワーズ（英語版）の旗（1923年 - 1945年）
日本軍が明号作戦でベトナムを制圧した後に用いた旗（日本の国旗：1945年）

- 在野のベトナム人勢力

ベトナム光復会が提唱した「越南民国」の国旗（1912年 - 1925年）
イエンバイ蜂起からベトナム革命軍が使用した旗（1927年 - 1947年）
ベトナム国民党の党旗（1929年 - 1945年）
ゲティン・ソヴィエトの旗（1930年 - 1931年）
ベトナムのトロツキズム（英語版）支持者（トロツキスト）が用いた旗（1931年 - 1946年）
Flag of the Enlightenment Union (1936–1945)
ベトナム復国同盟会（ベトナム語版）の旗（1939年 - 1951年）
大越国民党（ベトナム語版）の旗（1939年 - 1975年）
ホアハオ教団の民兵が用いた旗（1939年 - 1955年）
The Vietnamese Democratic Socialist Party (1972–)
ベトナム革命同盟会（ベトナム語版）の旗（1942年 - 1946年）
青年先鋒隊（英語版）の旗（1939-45年）
青年先鋒隊（英語版）の旗（1938-45年）
青年先鋒隊（英語版）の旗（1945年）
青年先鋒隊（英語版）の旗（1947-53年）

### 南ベトナム

#### 国旗

黄底三線旗（1948年 - 1975年）：ベトナム臨時中央政府・ベトナム国・ベトナム共和国が使用
南ベトナム共和国臨時革命政府旗（1969年 - 1976年）：南ベトナム共和国が使用

#### 国家元首の旗

ベトナム国国長・バオ・ダイの個人旗（1949年 - 1955年）
ベトナム国国長・バオ・ダイの個人旗（1949年 - 1955年）
ベトナム国国長・バオ・ダイの個人旗（1949年 - 1955年）
ベトナム共和国大統領・ゴ・ディン・ジエムが使用した大統領旗（1955年 - 1963年）
ベトナム共和国大統領が使用した大統領旗（1964年 - 1975年）

#### 軍事用旗

ベトナム国軍（英語版）の軍旗（1949年 - 1955年）
ベトナム共和国軍の軍旗（1955年 - 1975年）
ベトナム共和国軍の軍旗（別の仕様：1955年 - 1975年）
ベトナム共和国陸軍の旗（1955年 - 1975年）
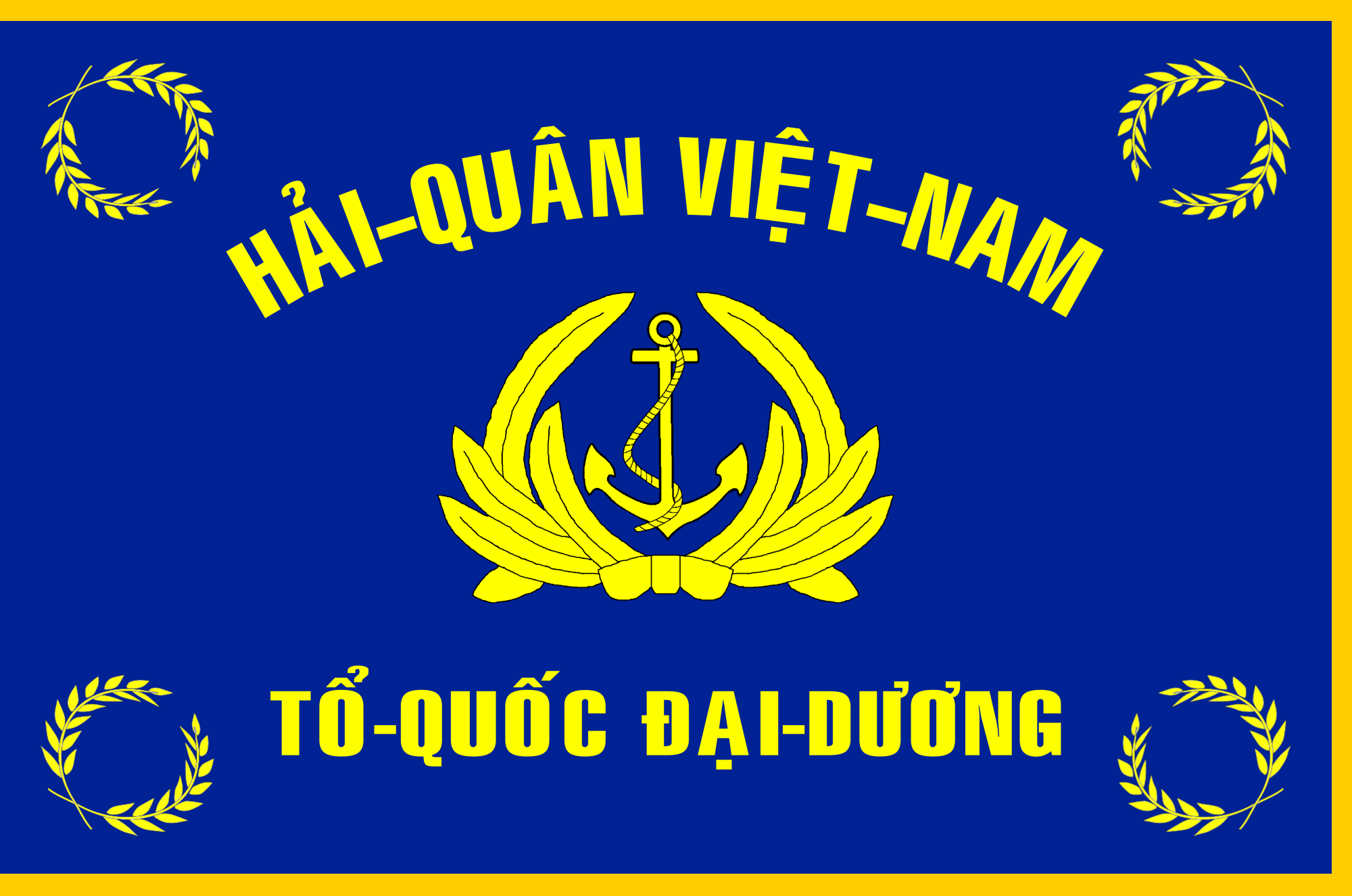
ベトナム共和国海軍の旗（1952年 - 1975年）
ベトナム共和国の軍艦旗（1952年 - 1975年）
ベトナム共和国海兵隊（英語版）の旗（1968年 - 1975年）
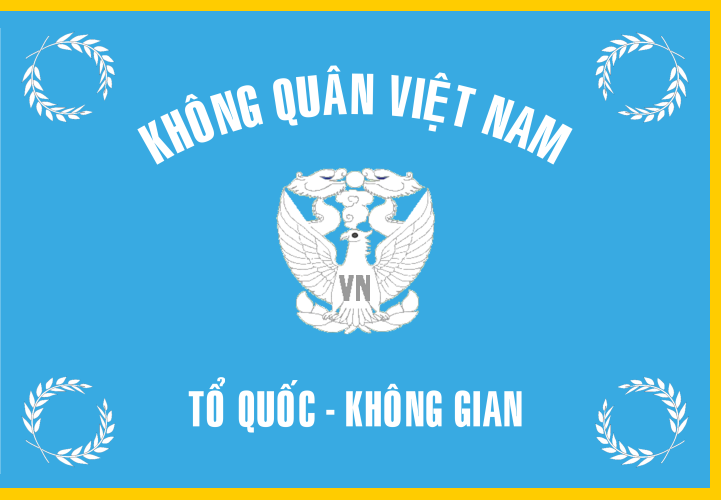
ベトナム共和国空軍の旗（1955年 - 1975年）
ベトナム共和国国家警察（英語版）の旗（1955年 - 1975年）

#### 政党組織・その他団体の旗

ベトナム国民党及び大越国民党（ベトナム語版）の党旗（1945年 - 1975年）
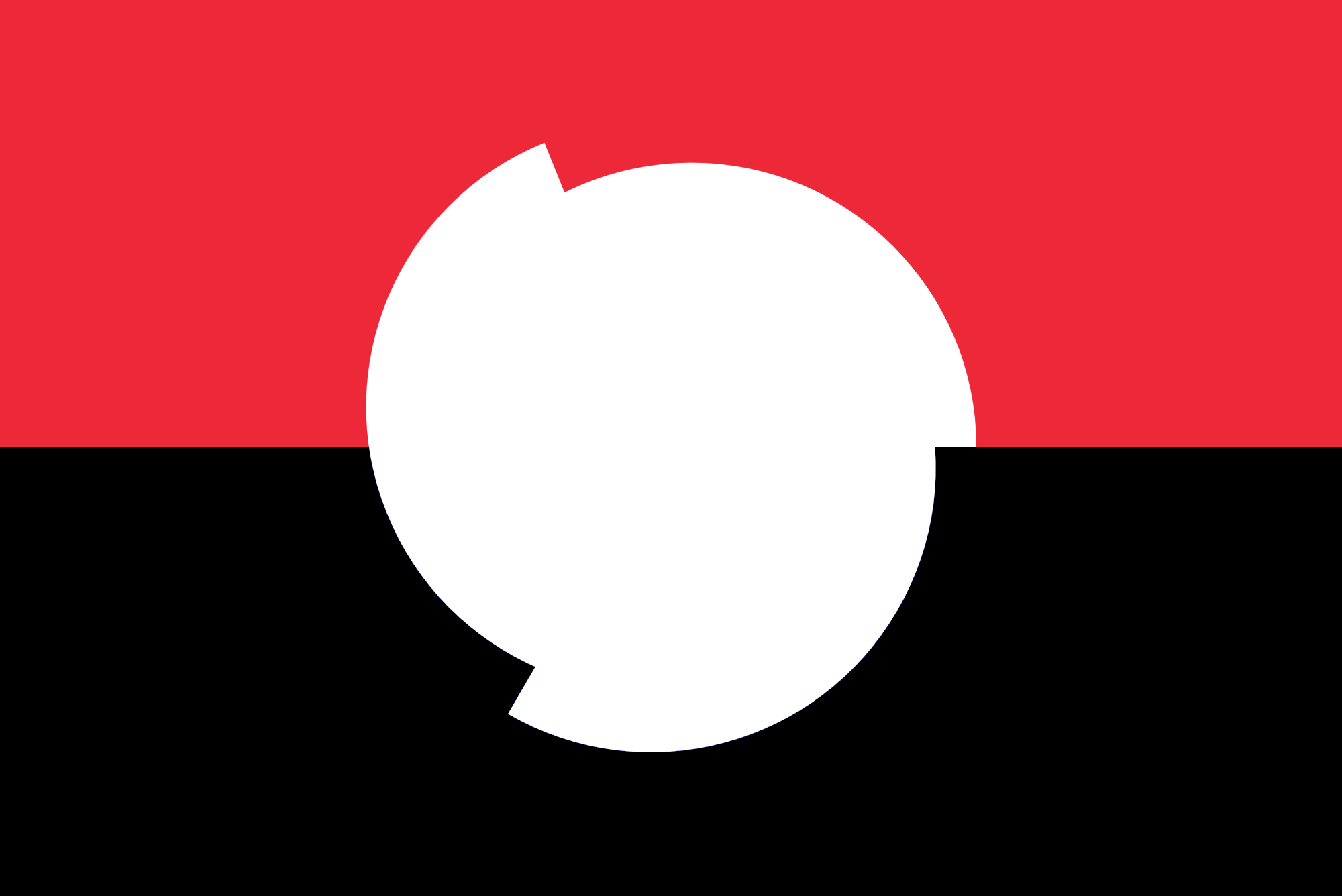
大越維民革命党の党旗（1942年 - 1951年）
ビン・スエン派の戦闘旗（1945年 - 1960年）
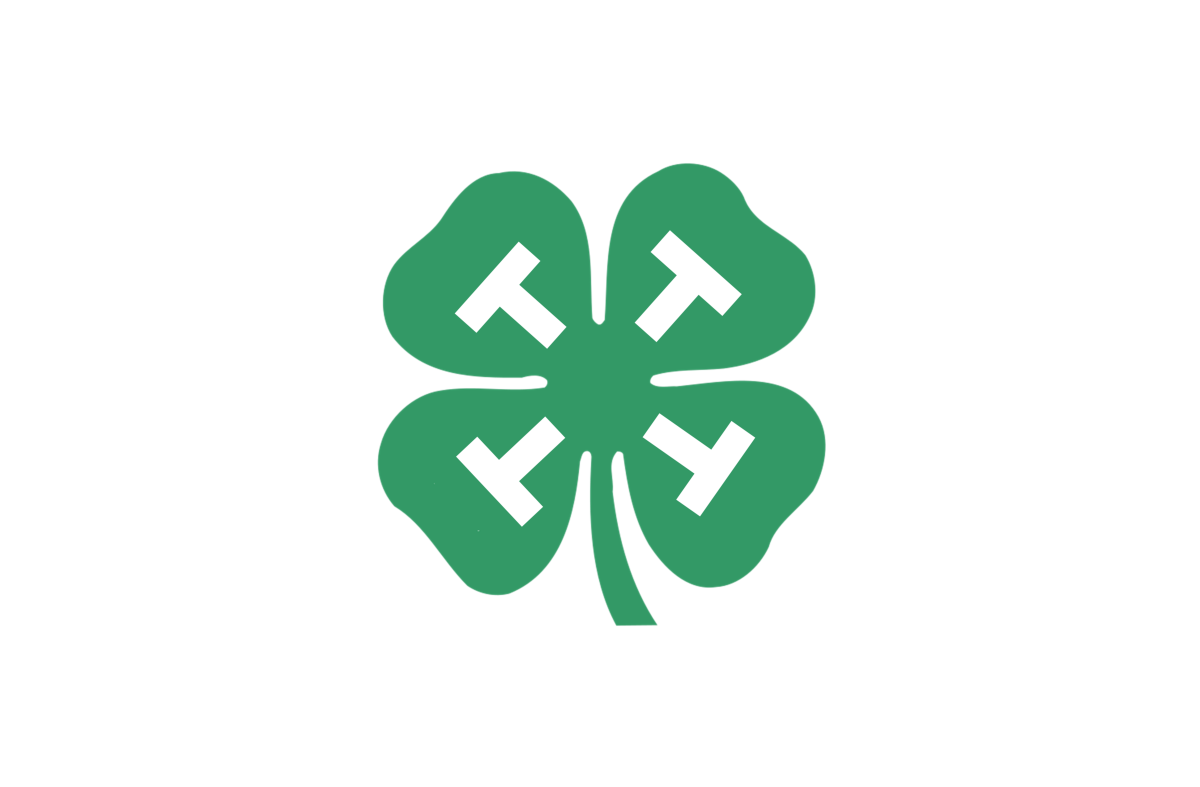
青少農四T団（ベトナム語版）の旗（1955年 - 1970年）
BAJARAKAの旗（1958年 - 1964年）
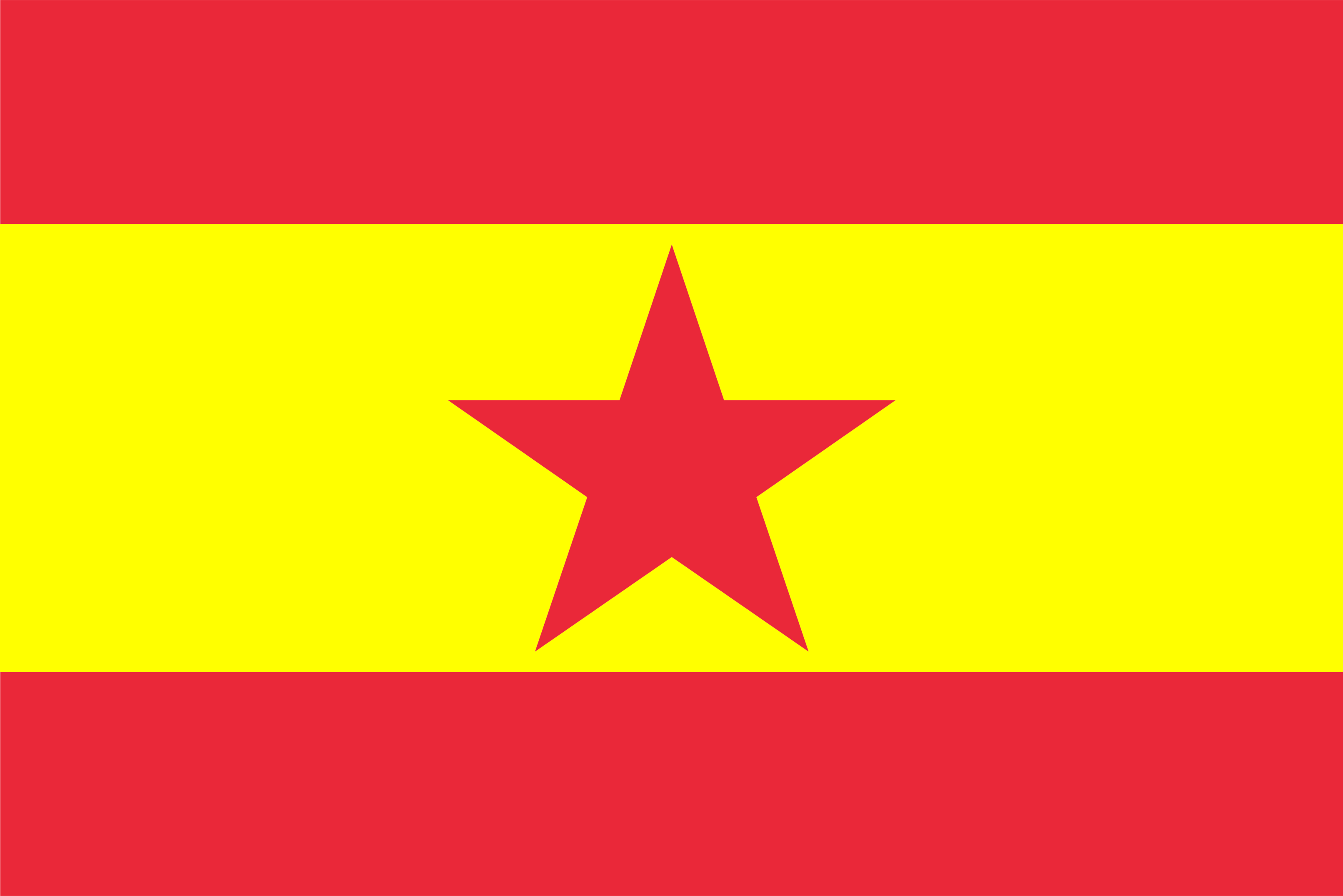
国家革命風潮の旗（1956年 - 1963年）
カンラオ党（英語版）傘下の青年団体・女性団体が用いた旗（1961年 - 1963年）
ベトナム人民革命党（英語版）の党旗（1962年 - 1975年）
チャンパ解放戦線（英語版）の旗（1962年 –1964年）
フルロの旗（1964年 –1992年）
新大越党（ベトナム語版）の党旗（1964年 - 1975年）
大越革命党（ベトナム語版）の党旗（1965年 - 1975年）
国民社会民主戦線（英語版）の旗（1967年 - 1975年）
急進国家運動（ベトナム語版）の旗（1968年 - 1973年）
民族民主平和勢力連合（ベトナム語版）の旗（1968年 - 1977年）
ボーイスカウトベトナム連盟（英語版）の旗（1930年 - 1975年）
ホアハオ教団の民兵が用いた旗（1939年 - 1975年）

### 特殊な地位を得ていた地域

セダン王国（英語版）の旗（1888年 - 1889年）
フランス領コーチシナの旗（1868年 - 1945年）
コーチシナ共和国の旗（1946年 - 1949年）
南インドシナ・モンタニャール国（ベトナム語版）の旗（1946年 - 1950年）
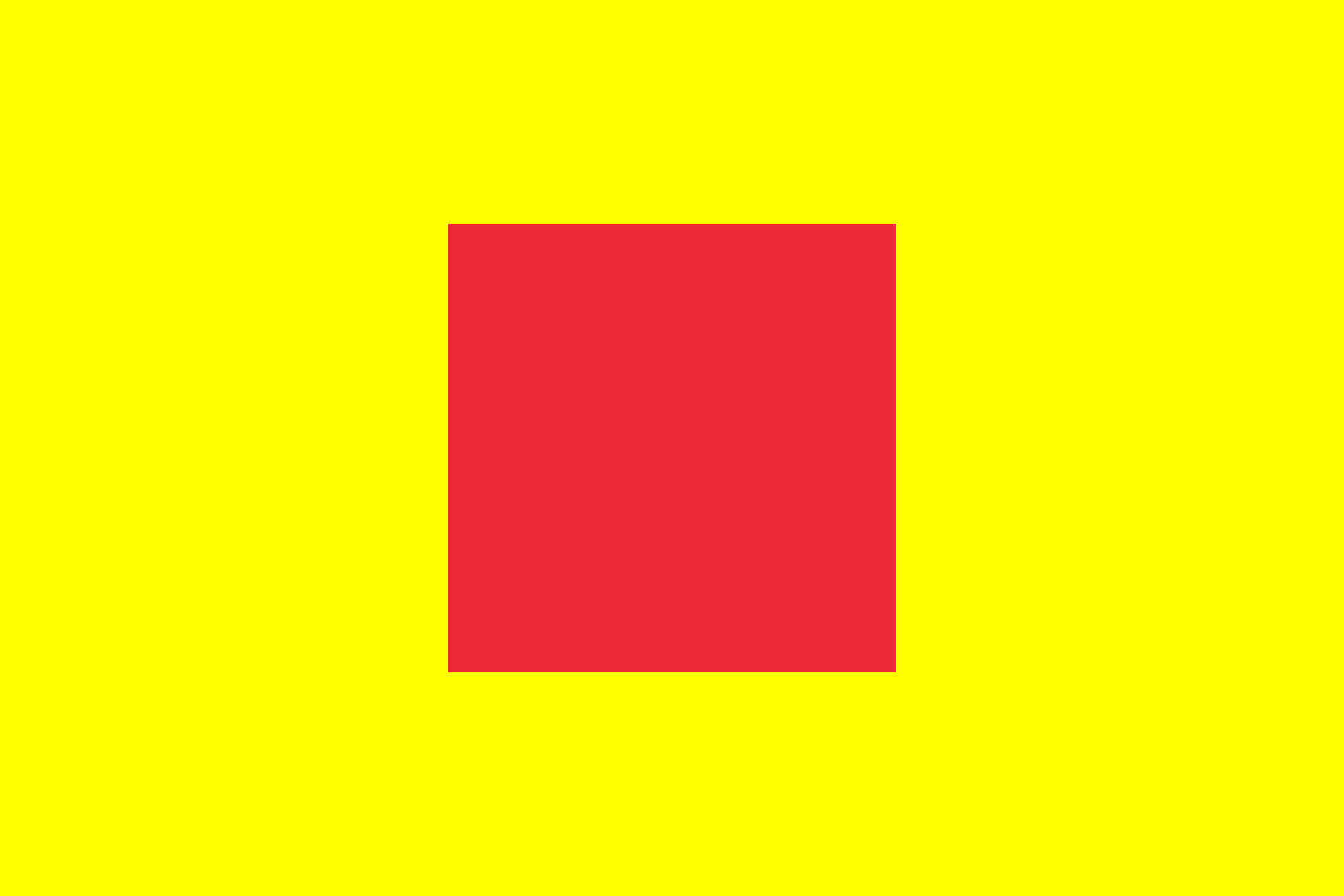
ムアン・ライ（現：ライチャウ）のタイ族が使用した旗（1944年 - 1953年）
タイ族自治区（英語版）の旗（1946年 - 1950年）
タイ族自治区の旗（1950年 - 1955年）
タイー族自治区の旗（1947年 - 1954年）
ムオン族自治区の旗（1947年 - 1954年）
高地クメール族（英語版）の旗（? - 1975年）
チャンパ中央高地共和国臨時政府の旗（1964年 - 1965年）